# Mont Iseran
Pour les articles homonymes, voir Iseran.

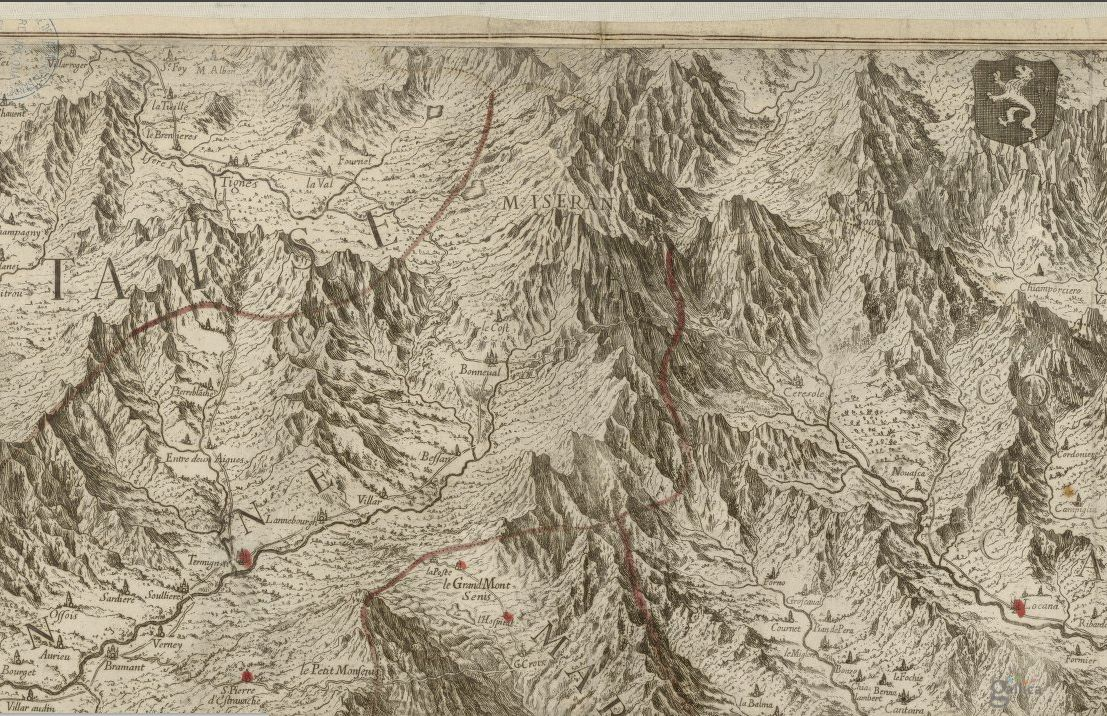
Le mont Iseran sur la carte du royaume de Sardaigne de Giovanni Tommaso Borgonio (1680).

Le mont Iseran est le nom d'un grand sommet légendaire apparu sur les cartes et descriptions de la Savoie à partir de la fin du XVIIe siècle, et qui se serait situé aux sources de l'Isère, à proximité de l'actuel col de l'Iseran entre les vallées de la Tarentaise et de la Maurienne. Il est indiqué à plus de 4 000 m sur les cartes d'état-major, mais il faut attendre les années 1860 et l'âge d'or de l'alpinisme pour que les voyageurs britanniques constatent qu'il n'existe aucun grand sommet dans les parages, et que l’appellation locale de Mont-Iseran ne désigne que le col.
En Vallée d'Aoste, en particulier dans le haut val de Cogne, c'est un toponyme non officiel par lequel la population locale a désigné dans le passé le Grand Paradis.

## Origines du mythe
En 1680, Giovanni Tommaso Borgonio, après six ans de repérage fait figurer sur sa Carta corografica degli stati di S.M. il re di Sardegna, une vaste pyramide du nom de mont Iseran entre la Tarentaise et la Maurienne ; au cours du XVIIIe siècle, de nombreuses cartes s'inspireront de celle de Borgonio.
En 1785, l'inspecteur général des mines Spirito Benedetto Nicolis de Robilant décrit le sommet à l'issue de sa mission de recensement des ressources minières du roi de Sardaigne Victor-Amédée III : « Là, la chaîne se replie au Midi par les pas d'Alexblanche [le col de la Seigne], du Petit-Saint-Bernard et de la vallée de Grisanche [col du Mont], pour se lier ensuite au Mont Iseran. La hauteur de ce mont d'où sortent l'Isère et l'Arc en Savoie, l'Orco et la Sture en Piémont, quoique fort grande, n'est nullement comparable à celle du Mont Rose, de manière qu'elle ne doit être rangée que parmi les éminences de second ordre. Tel est aussi le pic graniteux du Mont Cervin qu'on aperçoit dans le Duché d'Aoste au-dessus de la vallée de Tournanche et qui n'est qu'une appartenance du même Mont Rose. » : un sommet donc qui, s'il n'est pas de premier ordre comme le mont Blanc ou le mont Rose, se compare tout de même au Cervin.
En 1823 le Piémontais Louis Francesetti, dans ses Lettres sur la vallée de Lanzo, le confond avec la Levanna et en exagère l'importance : « Les énormes pics qui dominent la tête des Vallées de Lanzo, tels que le Rochemelon, la Roussa, l'aiguille de Valbaron et la Levanna, appelée aussi Mont Iseran ne le cèdent que fort peu en hauteur aux montagnes les plus élevées de l'Europe ».
C'est Albanis Beaumont en 1802, dans sa Description des Alpes grecques et cotiennes (on dit aujourd'hui Alpes grées et Alpes cottiennes), qui donne le premier une description formidable de la montagne : « J'ai dit ci-devant que cette montagne, qui s'élève majestueusement comme une pyramide aux extrémités des grandes vallées de Tignes, de Bonneval, de Locana et de Cogne, tenait son nom de l'Isère. » et « L'Arc prend sa source au pied des glaciers du Mont Iseran, montagne située entre le Piémont, le Val d'Aost, la Tarentaise et la Maurienne : c'est des flancs de ce colosse que sortent l'Isère, l'Arc, l'Orco, la Stura, et que prennent naissance plusieurs chaines de montagnes primitives qui forment autant de ramifications alpines » . 
Élisée Reclus justifiera un siècle plus tard cette croyance : « Quatre rivières importantes prennent leur origine dans cette région… Il était donc naturel de penser que le nœud central de tout ce système orographique était une montagne fort élevée, et c'est là que, récemment encore, on marquait la cime imaginaire du mont-Iseran ». « C'est le principe de « l'orographie devinée par l'hydrographie » qui faisait croire aux anciens géographes que le Saint-Gothard [aux sources du Rhône, du Rhin et du Tessin, et point de partage des eaux entre les mers Méditerranée, Adriatique et du Nord] était le point culminant de toutes les Alpes ».

## Mesures géodésiques

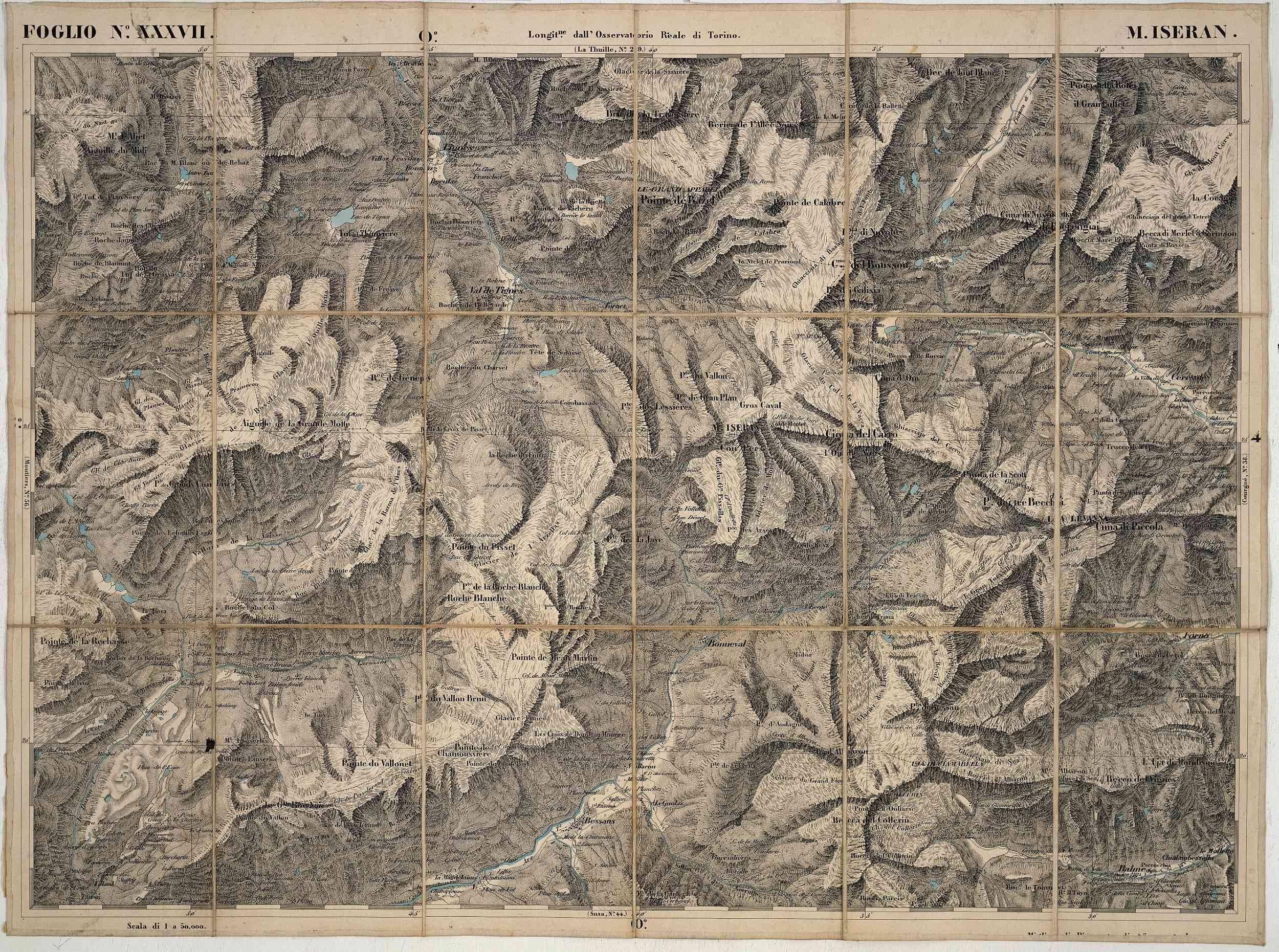
Le feuillet no 37 mont Iseran de la carte d'État-Major sarde, qui en fait en 1858 un important sommet de 4045 m, à 3 km à l'est du col de l'Iseran.

En 1824, le baron allemand Franz Ludwig von Welden le cote lui à 4 046 m. L'année suivante, à la suite de campagne de mesures géodésiques menées en Savoie et en Italie de 1803 à 1811, l'ingénieur géographe français Jean Baptiste Corabœuf lui donne une altitude de 4 045 m, plaçant « le point culminant du glacier du mont Iseran » à la latitude de 45°30′48″ et la longitude 4°55′48″ (du méridien de Paris 2°20′ à l'est de celui de Greenwich), le confondant donc avec le sommet enneigé du Grand Paradis, 20 km au nord-est du col de l'Iseran (alors qu'il place et cote correctement l'aiguille de la Grande Sassière au nord et Rochemelon plus au sud),.
L'État-major sarde publie en 1845 un ouvrage militaire Le Alpi che cingono l'Italia: considerate militarmente (littéralement Les Alpes qui entourent l'Italie considérées militairement), qui officialise les 4 045 m du mont Iseran. Il est clairement distingué du Grand Paradis et de la Levanna, et est placé juste à l'est du col de l'Iseran. C'est ainsi qu'il apparaît en 1858 dans la carte d'État-major sarde au 1:50000 (dite Carte des états de terre ferme).
En 1860, Élisée Reclus dans son introduction à l’Itinéraire descriptif de la Savoie d'Adolphe Joanne décrit la montagne : « À droite du col [de l'Iseran] se dresse le mont Iseran. L'ascension de cette montagne, qui dure deux à trois heures, n'est pas dangereuse, mais elle est extrêmement fatigante, à cause des pierres et des sables mobiles qui forment sur les pentes de longs talus d'éboulement souvent recouverts de neige au milieu de l'été. Du haut de cette montagne, l'un des plus fiers sommets des Alpes, puisqu'elle s'élève à 4 046 m d'altitude, on peut contempler par un beau temps un immense horizon de roches et de glaces. Les plaines du Piémont sont en partie cachées par l'aiguille de la Levanna, et par les glaciers… Malheureusement, le mont Iseran, comme tous les massifs puissants placés aux angles saillants d'une chaîne de montagnes, a souvent sa cime environnée de brouillards et d'orages ».

## Remarquable par son absence
En 1859 William Mathews se rend dans la Tarentaise avec son frère G. S. Mathews, à la recherche du mont Iseran. Arrivé dans la vallée de Tignes, il constate que les habitants disent Mont Iseran pour parler du col. Arrivé au col le 1er septembre, il n'aperçoit aucun grand sommet et demande à son guide « « Ici c'est le col, mais où est le mont Iseran » — « C'est ici Monsieur » — « Je ne parle du col mais de la grande montagne » — « Eh bien, Monsieur, c'est ici » — « Mais, où est le pic de neige qu'on appelle le mont Iseran ? » — Il n'y a pas de pic de neige, Monsieur ; c'est toujours un sentier à mulet. » » L'existence d'un mont Iseran autre que le sentier muletier est aussi niée à Bonneval, de l'autre côté. À son retour en Angleterre, Mathews discute de ce problème avec d'autres membres de l'Alpine Club : John Ball suggère qu'il devait y avoir eu confusion avec l'aiguille de la Grande Sassière, S. W. King avec le massif de la Vanoise. Mathews revient dans la région en 1860 accompagné du guide chamoniard Michel Croz, avec lequel il fait le 5 août l'ascension de la Grande Sassière, par grand beau temps : « nous observâmes alors au sud où nous aurions dû apercevoir à seulement 8 miles le puissant pic de l'Iseran, les dominant de ses 13 000 pieds d'altitude ; mais rien de la sorte n'était visible. » Et ils n'aperçoivent aucun sommet d'importance entre le lac de l'Ouillette et la Levanna.
En septembre de cette même année 1860, John Jermyn Cowell (1838-1867), se rend dans la région avec le guide chamoniard Michel-Ambroise Payot, dans le but de gravir la Levanna et le mont Iseran, réputé inaccessible, avec sa forme d'aiguille et son altitude supérieure à 13 000 pieds. Payot affirme l'avoir souvent vu depuis le sommet du mont Blanc, et Cowell lui-même pense l'avoir observé depuis le col du Géant. Le 7 septembre, ils franchissent le col de Tignes à Bonneval, mais le temps couvert les empêche de voir les hauts sommets. Ils s'arrêtent à l'auberge de Jean Culets à Bonneval et, à leur stupéfaction, celui-ci leur affirme que, parcourant ces montagnes depuis trente ans, s'il a déjà gravi la Levanna et qu'il est prêt à les y conduire, il n'existe aucune montagne à l'endroit indiqué mont Iseran sur la carte de l'état-major sarde. Le 10, le beau temps revenu, guidés par Culets, ils gravissent la Levanna, qui s'avère moins élevée que prévu. À l'emplacement supposé du mont Iseran, ils n'aperçoivent qu'une arête en contrebas, le mont Iseran ne s'avérant « remarquable que par son absence ». Le 12, ils remontent au col de l'Iseran, et constatent définitivement l'absence de tout sommet important.

## Épilogue

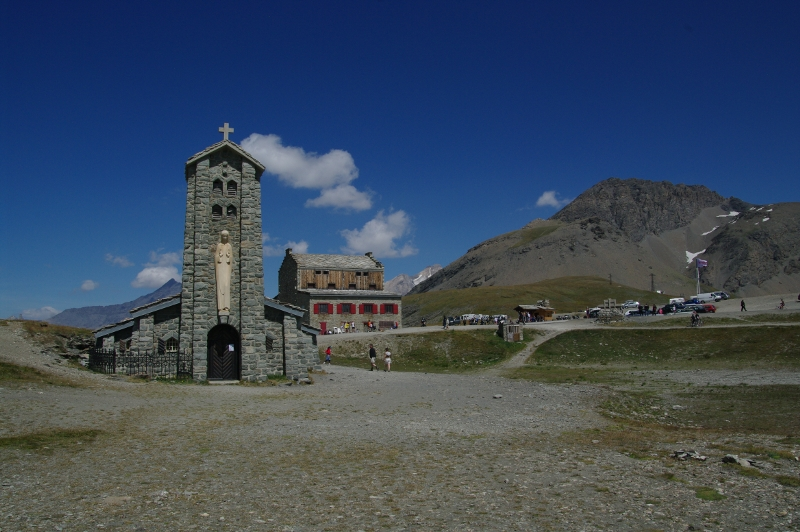
Juste à l'est du col de l'Iseran (2764 m), le modeste signal de l'Iseran (3237 m).

Cowell publie ses découvertes en 1861 et Mathews en 1862, mettant fin à la légende : « Récemment encore, on croyait que la partie centrale du massif était dominée par une grande montagne à laquelle on avait donné le nom de mont-Iseran, qui est en réalité celui du col voisin. On avait même fixé la hauteur de cette cime (4 045 m) ; mais aussi étrange que paraisse une semblable erreur, la montagne citée dans tous les traités de géographie et signalée sur toutes les cartes, même sur celle de l'état-major piémontais, n'existe pas : à la place qu'on lui assignait se prolonge une crête couronnée de glaces, mais très inférieure en élévation aux sommets voisins. »
Dès l'annexion de la Savoie en 1860, les topographes militaires français s’attellent à cartographier la région. En 1866, sur la carte de l'état-major français au 1:40 000e (version en couleur non publiée à l'époque), le sommet, sur lequel ils ont installé un signal géodésique, apparaît enfin à une altitude correcte : Mont Iseran (signal) 3 242 m. La version éditée en 1873, en noir et blanc et au 1:80 000e, le renomme signal de l'Iseran et le cote 3 241 m (aujourd'hui 3 237 m) : « Sur la carte de l’état-major français, le Signal de l'Iseran (3241 m), simple intumescence d’une crête qui n’excède pas 3 483 m, est l’héritier modeste du massif disparu. »